# Konstantin Müller (Gerechter unter den Völkern)
Konstantin Müller (* 20. Jänner 1904; † 13. Dezember 1976) war ein Österreicher, der 1974 als Gerechter unter den Völkern geehrt wurde.
Konstantin Müller, Sohn von Anna Müller, Besitzerin einer Blumenpflanzenschule, war ein Wiener Postbeamter. Gemeinsam mit seiner Mutter hat er bis 1942, bis zur Deportation der Juden in die Todeslager in Österreich, vielen Juden mit Geld, Lebensmitteln, Kleidung und auf andere Art geholfen. Zum Beispiel ermöglichte er 1942 der Jüdin Gerti Stern, Österreich zu verlassen und sich vor der Deportation zu retten. Als im selben Jahr die schon für die Deportation nach Polen registrierte Jüdin Julia Schapira und eine andere Jüdin Konstantin und Anna Müller über ihre Lage informierten, beschlossen sie, den zwei jüdischen Frauen in ihrem Haus Unterschlupf zu gewähren. Sie versteckten sie von 1942 bis 1945 trotz der drohenden Lebensgefahr und sorgten für alles, was sie benötigten. Da die Gestapo oft in ihrer Nähe tätig war, wechselten sie oft das Versteck. Die versteckten jüdischen Frauen erlebten die Befreiung. Eines Tages wurde Julia Schapira von der Gestapo entdeckt. Mit viel Glück und Beziehungen konnte Konstantin Müller eine Deportation von Julia Schapira nach Polen vereiteln und sie kam in ein Lager nach Wien.
1974 wurden Konstantin Müller und seiner Mutter Anna Müller die Ehrenmedaille der „Gerechten der Völker“ von Yad Vashem verliehen.